# Barygenys exsul
Espèce
Statut de conservation UICN

 LC  : Préoccupation mineure
Barygenys exsul est une espèce d'amphibiens de la famille des Microhylidae.

## Répartition
Cette espèce est endémique de Papouasie-Nouvelle-Guinée. Son aire de répartition concerne la pointe Sud-Est de l'île ainsi que les îles de Woodlark, Rossel et Vanatinai. Elle est présente jusqu'à 350 m d'altitude,.

## Publication originale
- Zweifel, 1963 : New microhylid frogs (Baragenys and Cophixalus) from the Louisiade Archipelago, New Guinea. American Museum novitates, no 2141, p. 1-10 (texte intégral).